# トヨタ ハイラックス4WD (タミヤ)
トヨタ ハイラックス4WD（別称Toyota 4x4 Pickup・トヨタ・4x4ピックアップ）は、トヨタ自動車が生産していたピックアップ・トラック『トヨタ・ハイラックス』をモデル化し田宮模型（現・タミヤ）から発売された1/10スケールの電動ラジコンデュアルパーパス・モデル。1981年11月1日発売。キット価格は33,000円。
なお、本項目では同型シャーシを使用し、後にマイナーチェンジして発売された、トヨタ・ハイラックス4WDハイリフト、トヨタ・ハイラックス4WDマウンテンライダーについても記述する。

## 特徴
「実車の構造に忠実な模型」であり当時としては異例。実車の魅力を忠実に伝えている。
- 本体はフレームや3段変速のトランスミッション、ホイール（アルミ製)に至るまで金属製部品がふんだんに奢られ、実車と同様にフロント部分にモーターを搭載し、変速機を介し直後に設けられるトランスファーで前後輪に駆動力を分配伝達するという実車さながらの4輪駆動方式を採用していた。また当時の同社製電動RCオフロードカーで4輪駆動を初めて採用したモデルでもあった。
- 変速装置は亜鉛ダイキャスト製の円筒形ケーシング内に収められ、各ギア類は常時噛合式、セレクタースリーブの作動によりロー(1速)・セカンド(2速)・トップ(3速)に変速可能であった（前後進の切り替えはモーター逆転によるので、後退時にも3速使用可能）。トランスミッションを操作するために、従来と異なり専用の3チャンネル・ラジオコントロールシステムが必要となっていた（ギヤを固定すれば、2チャンネルでも可）。また、ケースの3箇所にはオイルフィラーが設けられ、ここから内部のギア類に注油可能であった。但しシンクロメッシュ機構を持たずセレクターが駆動ギアに直接噛み合う構造であった為、スムーズな変速操作が行えずギア抜けやギアが破損するトラブルが多発した。
- 4輪駆動システムはロー･ギア(1速)時のみ作動し、セカンド、トップでは、前軸側には動力は伝達されない。
- 前輪ハブは、ハブ軸を回転させることで、直結状態/ワンウェイ（一方向）クラッチを選択することができた。ワンウェイクラッチを選択した場合、セカンド、トップで前進走行する際に前軸駆動系が回転しないため、駆動ロスを軽減することができたが、後退時にはローでも前軸が駆動されない。直結モードを選べばこの問題は解決するが、高速走行時に駆動ロスが発生する。
- 駆動軸とハブの結合モードを変えること、また実車の構造へのこだわりと思われるが、ラジコン模型では珍しく、前後輪とも、全浮動式アクスルであった。前軸のナックル部、後軸のアクスル部はパイプ構造であり、パイプの外側にベアリングを介してハブが装着され、パイプ内を駆動軸が通っていた。駆動軸は、ハブキャップ部を介してハブに動力を伝達する（前軸ハブでは、この部分にワンウェイクラッチが組み込まれていた）。
- 初期のモデルでは、モーターの回転数制御はサーボで抵抗値を変えるによる電流制御ではなく、半導体を使ったアンプで行っていた。ただし、現在のようにサーボ用の信号線で直接制御するのではなく、サーボを使ってアンプユニットのレバーを回転させるという構造だった。このレバーは、ユニット内部でマイクロスイッチを動かし、可変抵抗を回転させていた。技術的には先進的な試みであったが、大きなユニット（タバコの箱を2個重ねたほど）、駆動するためにサーボが必要な点など、実用的とはいえないものだった。
- 初期のモデルでは、6V4000mAhという大容量Ni-Cdバッテリーが使われた。当時の一般的なレーシングカーやバギーが5分程度しか走行できなかったのに対し、このバッテリーを使ったハイラックスは、30分近く走行することができた。
- このモデルもバギーチャンプ系列と同様、防水ボックス内にコントロール装置類を収めることにより防水性を確保していた（アンプユニットは防水ボックスの外部に装備）。
- ボディは30系、「ステップサイド」と呼ばれるリアフェンダーが張り出したスタイルをモデル化している。なお、この形状のボディを採用したのはこのモデルのみであった。
- 当時のプロモーションでは総勢15台でモデルとなった実車のハイラックスを牽引する等、その存在感を存分にアピールしていた。
- オイルダンパーは付属しておらず、バギーチャンプの物がオプションとして設定されていた。
- ドライバー人形が付属していた(後発2車種では廃された)。

## メカニズム
- シャシ：金属(ジュラルミン)製ラダーフレーム構造
- フロントサスペンション：ライブアクスル、リーフ・スプリング、オプションでオイルダンパー装着可能
- リヤサスペンション：ライブアクスル、リーフ・スプリング、オプションでオイルダンパー装着可能
- フロントタイヤ/ホイール：中空ラバー、サイプブロックパターン/4ピース組み立て式ホイール(アルミ製アウター×2、樹脂製インナー×2)
- リアタイヤ/ホイール：中空ラバー、サイプブロックパターン/4ピース組み立て式ホイール(アルミ製アウター×2、樹脂製インナー製×2)
- 駆動方式：セミ・パートタイム、シャフト駆動4WD
- 変速装置：常時噛合3段変速、セレクタースリーブ式
- モーター：マブチ製550S付属、シャーシ前部に搭載
- デファレンシャルギア：前後とも無し、常時直結、前輪ハブにワンウェイクラッチを内蔵
- 搭載バッテリー(別売り)：田宮の専用6Vを横置きで積載
- ボディ：強化樹脂製セミモノコック構造、前後分割
- 本体重量：約4600g
- アンテナ：レシーバーアンテナ線+アンテナパイプ1本

## トヨタ・ハイラックス4WDハイリフト
トヨタ・ハイラックス4WDハイリフト（別称Hilux Bruiser・ハイラックス・ブルーザー）は田宮模型（現・タミヤ）が生産していた1/10スケールの電動ラジコンデュアルパーパス・モデル。1985年8月22日発売。当時のキット価格は33,000円。シャーシを含む基本コンポーネンツは初代モデルより引き継ぐが、大型サイズのラグパターンタイヤを装着する為、足回り等の構造変更がなされている。

### 特徴
- タイヤの質量、構造物の増加による重量増加からくるパワー不足に対応するため、発動機は大型、高出力タイプのマブチモーター製･RS-750SHを搭載している。
- 懸架装置にも変更が施され、リーフスプリング（板バネ）は張力の大きなものとなり、フロントサスペンションは従来のままであったが、リア側はリンクロッドが追加され2リンク・リジッドとなっている。(リンクロッドは飾り的なものに近く、トルクロッドとしての機能は無い)
- メインフレームの材質が先代のジュラルミン製からスチール製の「コの字型」チャンネル材に変更された(錆防止のため、表面には特殊処理が施される)。
- 防水構造のメカボックスは先代を踏襲するが、先代が透明の強化樹脂製であったのに対し、このモデルでは黒色で成型され、走行用6V4000mAhバッテリーも搭載位置がメカボックス外部前方、シャーシ中央部に変更され、外観、構造ともに全く異なっている。なお、金属製ホルダーを組み替えることにより、7.2Vレーシングパックも使用可能であった。
- オイルダンパーは倒立で装着されるが、内部構造がフリーピストンを持った定容量タイプに変更され、またダンパーシャフト部分にもゴム製ダストブーツが装着された。
- ボディは先代同様30系をモデル化しているが、リアフェンダーの張り出し(ステップサイド)を排し、キャビン後部にラゲッジスペースを持つタイプに変更された。なお、ロールバーおよびロードライトは装着されなかった。

### メカニズム
- シャシ：金属(スチール)製ラダーフレーム構造
- フロントサスペンション：ライブアクスル、半楕円リーフ・スプリング、オイルダンパー搭載
- リヤサスペンション：2リンク･ライブアクスル、半楕円リーフ・スプリング、オイルダンパー搭載
- フロントタイヤ／ホイール：直径125mm/幅60mm中空ラバー、ラグパターン／4ピースメッキホイール(ｱｳﾀｰ×2,ｲﾝﾅｰ×2)
- リアタイヤ／ホイール：直径125mm/幅60mm中空ラバー、ラグパターン／4ピースメッキホイール(ｱｳﾀｰ×2,ｲﾝﾅｰ×2)
- 駆動方式：セミ・パートタイム、シャフト駆動４WD
- 変速装置：常時噛合3段変速、セレクタースリーブ式
- モーター：マブチ製RS-750SH付属、シャーシ前部に搭載
- デファレンシャルギア：前後共にスプール(固定)デフ、前輪ハブにワンウェイクラッチを内蔵
- 搭載バッテリー（別売り）：田宮の専用6V4000mAh、又は7.2Vを横置きで積載(ﾀﾐﾔｶﾄﾞﾆｶ7.2V 1200mAhも使用可)
- ボディ：強化樹脂製セミモノコック構造(前後分割)
- 本体重量：約4950g
- アンテナ：レシーバアンテナ線+アンテナパイプ

## トヨタ・ハイラックス4WDマウンテンライダー
トヨタ・ハイラックス4WDマウンテンライダー（別称Hilux Mountaineer・ハイラックス・マウンティニアー）は、田宮模型（現・タミヤ）が生産していた1/10スケールの電動ラジコンデュアルパーパス・モデル。発売は1992年9月17日。当時のキット価格は39000円。シャーシを含む基本コンポーネンツは前モデルの「ハイラックス・4WDハイリフト」より引き継ぐが、ボディ、走行用バッテリーホルダー等の一部分が変更されている。
なお、このモデルをもって本格的リアリティ指向のオフロードモデルは一旦消滅し、トランスミッションなどの一部のシステムは同社のトレーラートラック系スケールRCモデルに利用されることとなり、以後同シリーズの後継機種「フォード F-350 ハイリフト」の登場まで14年間の空白期を過ごす事となった。
2007年度モデラーズギャラリーにて「1/10　トヨタハイラックスボディパーツセット」としてボディのみ限定で復刻された。しかし、予想以上の人気と転売目的による数量不足、開催地限定等によりユーザーから販売方法についての苦情が相次ぐ結果になってしまった。ちなみに、タミヤ模型は今後再び販売する予定は無いとの事。

### 前モデルからの変更点
- 走行用バッテリーがヒシチューブでパックされた現代と同様のものとなったため、バッテリーホルダーに変更がなされ、ボディも先代を引き継ぐが荷台部分にメッキ製のロールバーが設けられるといったアレンジが施されていた。

### メカニズム
- シャシ：金属(スチール)製ラダーフレーム構造
- フロントサスペンション：ライブアクスル、半楕円リーフ・スプリング、オイルダンパー搭載
- リヤサスペンション：2リンク･ライブアクスル、半楕円リーフ・スプリング、オイルダンパー搭載
- フロントタイヤ／ホイール：直径125mm/幅60mm中空ラバー、ラグパターン／1ピースメッキホイール
- リアタイヤ／ホイール：直径125mm/幅60mm中空ラバー、ラグパターン／1ピースメッキホイール
- 駆動方式：セミ・パートタイム、シャフト駆動４WD
- 変速装置：常時噛合3段変速、セレクタースリーブ式
- モーター：マブチ製RS-750SH付属、シャーシ前部に搭載
- デファレンシャルギア：前後スプール(固定)、前輪ハブにワンウェイクラッチを内蔵
- 搭載バッテリー（別売り）：田宮の7.2Vレーシングパックを横置きで積載
- ボディ：強化樹脂製セミモノコック構造(前後分割)
- 本体重量：約4960g
- アンテナ：レシーバアンテナ線+アンテナパイプ

## 後継車
2007年11月24日　「フォード F-350 ハイリフト」用のシャーシで、「トヨタ ハイラックス ハイリフト」が発売された。フロントフォグ、サイドステップ、サイドミラー、サーフボードの追加など、若干の修正が施されている。

## 関連情報
- トヨタ・ハイラックス - モデルとなった車の実車情報